# Esperança (série)
Esperança é uma série portuguesa produzida pela Blanche Filmes que é exibida pela OPTO desde 19 de dezembro de 2020. É da autoria de Pedro Varela.
Conta com César Mourão no papel principal.

## Produção
Durante a apresentação digital das novidades da reentré de 2020 foi revelado que a SIC iria ter a série em exclusivo na sua plataforma de streaming OPTO, sendo uma série cómica com o nome “Esperança” protagonizada pelo humorista César Mourão. Dois meses depois, foi revelado o elenco e as personagens da série. Também foi revelado que a série teria 12 episódios e que seria da autoria de Pedro Varela.
Daniel Oliveira, o responsável pelo entretenimento da SIC revelou que acreditava que se acontecesse uma segunda temporada da série, ela seria disponibilizada na OPTO enquanto que a primeira temporada seria exibida na SIC ao mesmo tempo, devido ao facto de a OPTO ser um produto novo que pode gerar algum tempo de maturação em relação à forma de visionamento e distribuição da mesma.
Um mês depois da estreia da série, foi revelado no site de vendas da SIC que a série tem como nome internacional “Mrs. Hope”.

## Sinopse
Esperança, vive sozinha com Baltazar, um gato, e é viúva de Artur Lino de Albuquerque, um Capitão do Exército das Avenidas Novas com quem teve dois filhos, um deles ainda é vivo e chama-se Artur, casado com Leonor, uma enfermeira de Benfica com quem teve Rodrigo, o único filho, neto adolescente de Esperança.
Hermínia, é a melhor amiga, uma octogenária que foi empurrada para um T1 na Pontinha pela especulação imobiliária. Mas a sua mais fiel companheira é Paulina, uma Angolana de fibra que é mãe da adolescente Joyce, afilhada de Esperança. Um dos quartos da casa vai ser alugado pela sobrinha Joana, filha da sua irmã Eunice. A jovem vem para Lisboa para trabalhar na Câmara Municipal, e acaba por se tornar a advogada da avó nas muitas confusões que se avizinham.
É a única residente original do prédio de quatro andares no bairro do Castelo, prédio esse que ambiciona viver em exclusivo do turismo. Mas após um “inesperado acidente” com Sérgio, o administrador do prédio e sobrinho do proprietário, a octogenária agora constituída arguida, terá que lidar com o seu filho e a ambiciosa nora, que juntos conjuram para que ela aceite um suposto "acordo financeiro” e abandone a sua casa de uma vida.

### Síntese
“Esperança” é uma série sobre uma carismática mulher viúva octogenária que vive e “resiste” num muito cobiçado segundo andar de um prédio, no Bairro do Castelo, em Lisboa. Após um “inesperado acidente” com o senhorio, a agora arguida tem também que lidar com o seu filho e a ambiciosa nora, que juntos conjuram para que a viúva aceite um suposto "acordo financeiro” e abandone a sua casa de uma vida. Esta mulher vai revelar a verdadeira fibra de que é feita.

## Exibição
A série estreou na SIC e na OPTO em simultâneo a 19 de dezembro de 2020, sendo que na SIC só foi transmitido um 1 episódio ao contrário da OPTO que lançou semanalmente os 12 episódios. Devido ao fim do ano de 2022 que se avizinhava, a SIC decidiu apostar na exibição do episódio 2, 5 e 6 para 31 de dezembro.

## Elenco

### Elenco principal
| Ator/Atriz   | Personagem                    |
| ------------ | ----------------------------- |
| César Mourão | Esperança Lino de Albuquerque |

### Elenco recorrente
| Ator/Atriz        | Personagem                       |
| ----------------- | -------------------------------- |
| Marco Paiva       | Artur Lino de Albuquerque Júnior |
| Eva Tecedeiro     | Leonor Albuquerque               |
| Valerie Braddell  | Hermínia Martins                 |
| Joana Africano    | Joana                            |
| Leonora Carvalho  | Paulina                          |
| Gonçalo Almeida   | Rodrigo Albuquerque              |
| Iara Cardoso      | Joyce                            |
| Miguel Freire     | Sérgio Magalhães                 |
| Francisco Sousa   | Chefe Matias                     |
| Beatriz Godinho   | Sara                             |
| Miguel Seabra     | Aníbal                           |
| César Mourão      | Eunice                           |
| Isabel Ruth (voz) | Eunice                           |

### Participação especial
| Ator/Atriz         | Personagem        |
| ------------------ | ----------------- |
| José Manuel Mendes | António Magalhães |

### Artistas Convidados
| Ator/Atriz           | Personagem |
| -------------------- | ---------- |
| Miguel Guilherme     | Ele mesmo  |
| Catarina Wallenstein | Ela mesma  |
| Adriano Carvalho     | Ele mesmo  |

## Episódios
| # | ## | Título                  | Realização por | Escrito por  | Exibição original       | Exibição na SIC        | Audiência na SIC (milhões) |
| --- | -- | ----------------------- | -------------- | ------------ | ----------------------- | ---------------------- | -------------------------- |
| 1 | 1  | "O Natal"               | Pedro Varela   | Pedro Varela | 19 de dezembro de 2020  | 19 de dezembro de 2020 | 1.23                       |
| Uma semana antes do natal e após receber mais uma carta de despejo, Esperança, “agride acidentalmente” à bengalada o sobrinho do senhorio que a quer para fora da casa onde vive há já cinquenta anos no Bairro do Castelo. Artur e Leonor, o Filho e a Nora, apressam-se a interceder numa tentativa de gerir o conflito entre Esperança, agora constituída arguida, e o proprietário António, um elegante homem de oitenta e muitos anos que parece saber mais sobre Esperança do que ela imagina. Na noite da consoada a família reúne-se à volta da mesa, onde deixa claro que dali não sairá a não ser no dia da sua morte. Para surpresa de todos, Esperança anuncia a chegada de uma “Hóspede”, alguém que vem para ficar. |    |                         |                |              |                         |                        |                            |
| 2 | 2  | "Feliz Ano Novo"        | Pedro Varela   | Pedro Varela | 19 de dezembro de 2020  | 31 de dezembro de 2022 | ASD                        |
| A chegada da “Hóspede”, a sobrinha Joana, anima Esperança, mas agita o filho Artur e a nora Leonor que passam a rondar para perceber o que se passa na tentativa que ajudar a concluir o negócio com o senhorio. Os problemas no prédio não param de surgir. O Filho e a Nora continuam convictos de que Esperança ficará melhor noutro lugar e fazem-lhe novas propostas. Quem também se volta a aproximar é António, o Senhorio, que apesar de conseguir retirar a queixa não é assim tão bem-recebido por Esperança. As tentativas de expulsar Esperança continuam e a noite de passagem de ano acaba com um incêndio no prédio do Castelo.                                                                                    |    |                         |                |              |                         |                        |                            |
| 3 | 3  | "Reunião de Inquilinos" | Pedro Varela   | Pedro Varela | 26 de dezembro de 2020  | ASA                    | ASD                        |
| Dia de reunião de inquilinos. Esperança é surpreendida pela chegada do filho e da nora que querem porque querem estar presentes na reunião. Esperança, acompanhada pela sobrinha e agora sua advogada, Joana, pede a Paulina que também a acompanhe. A reunião torna-se numa negociação do contrato de Esperança, e aos poucos Esperança expulsa a família da sala da reunião. Acabam por ficar apenas Esperança e António que selam um contracto desconhecido para os restantes membros da família. |    |                         |                |              |                         |                        |                            |
| 4 | 4  | "Cartas de Amor"        | Pedro Varela   | Pedro Varela | 2 de janeiro de 2021    | ASA                    | ASD                        |
| António escreve a Esperança numa tentativa de conseguir paz. Sensibilizada pelo gesto e pelas bonitas palavras do Senhorio, Esperança decide convidá-lo para um chá e selar alguma paz. No mesmo dia, Rodrigo tem explicações em casa da avó com Joana. Esperança descobre as verdadeiras intenções do filho e da nora. |    |                         |                |              |                         |                        |                            |
| 5 | 5  | "Viagem de Finalistas"  | Pedro Varela   | Pedro Varela | 9 de janeiro de 2021    | 31 de dezembro de 2022 | ASD                        |
| Rodrigo lamenta-se à Avó que os pais não o deixaram ir à viagem de finalistas. Esperança decide ajudá-lo e partem juntos rumo a Marina D’Or em Espanha num carro emprestado por António. Este episódio torna-se numa experiência inesquecível, sobretudo quando Avó e Neto acabam presos. |    |                         |                |              |                         |                        |                            |
| 6 | 6  | "Infiltrados"           | Pedro Varela   | Pedro Varela | 16 de janeiro de 2021   | 31 de dezembro de 2022 | ASD                        |
| Nora e filho, não arredam pé da casa de Esperança, até receberem o telefonema que comprova a inesperada detenção, incidente que a televisão também já anunciou ao país inteiro. Artur, Leonor, Joana, Paulina e Joyce viajam para Espanha na tentativa de ajudar a soltar Esperança e Rodrigo, mas tarde demais. |    |                         |                |              |                         |                        |                            |
| 7 | 7  | "O Internamento"        | Pedro Varela   | Pedro Varela | 23 de janeiro de 2021   | ASA                    | ASD                        |
| Esperança desmaia e é internada no hospital onde trabalha a sua nora Leonor. Joyce e Rodrigo recebem uma ajudinha de Esperança que lhes marca um “blind date”. O testamento de Esperança começa a espicaçar a curiosidade de todos. António visita Esperança para lhe deixar um bilhete escrito por si e que vai trazer muitas respostas. |    |                         |                |              |                         |                        |                            |
| 8 | 8  | "O Baile"               | Pedro Varela   | Pedro Varela | 30 de janeiro de 2021   | ASA                    | ASD                        |
| Depois de recuperada, Esperança prepara uma angariação de fundos para a instituição de doentes oncológicos que cuidou do seu filho João. Rodrigo e Joyce beijam-se pela primeira vez. |    |                         |                |              |                         |                        |                            |
| 9 | 9  | "As Figurantes"         | Pedro Varela   | Pedro Varela | 6 de fevereiro de 2021  | ASA                    | ASD                        |
| Na igreja do bairro decorre um casting, procuram figurantes para um filme Português. Esperança e Hermínia tentam a sua sorte e acabam por ser escolhidas para filmar no Castelo de São Jorge a história do “Cerco de Lisboa”. |    |                         |                |              |                         |                        |                            |
| 10 | 10 | "A Amiga"               | Pedro Varela   | Pedro Varela | 13 de fevereiro de 2021 | ASA                    | ASD                        |
| Hermínia, após a morte da única irmã perde as forças e a vontade de viver. Esperança traz a amiga para sua casa, e com a ajuda de toda a família, começam a procurar um apartamento ali no bairro no Castelo. |    |                         |                |              |                         |                        |                            |
| 11 | 11 | "A Infestação"          | Pedro Varela   | Pedro Varela | 20 de fevereiro de 2021 | ASA                    | ASD                        |
| É descoberta uma ruína romana nas obras do Rés-do-chão direito, o que poderá tornar o prédio património a proteger. Sérgio corre a anunciar que, infelizmente, Esperança terá mesmo de sair do prédio, mas as coisas não correm como planeado e Sérgio aciona um outro plano bem mais arrepiante. Uma “súbita” infestação de baratas obriga Esperança a refugiar-se na nova casa de Hermínia no Bairro de Alfama. |    |                         |                |              |                         |                        |                            |
| 12 | 12 | "A Última a Morrer"     | Pedro Varela   | Pedro Varela | 27 de fevereiro de 2021 | ASA                    | ASD                        |
| Eunice, a irmã de Esperança, está de viagem marcada para Lisboa, mas acaba por não chegar para tristeza de todos. Esperança comunica ao filho Artur que está a pensar na hipótese de não acabar os seus dias sozinha. Artur surpreende Leonor com o apartamento dos seus sonhos que conseguiu comprar com a ajuda dos Bancos e de Esperança. Paulina acaba o curso de Chef e a sua vida começa a mudar, mas com a chegada da pandemia, tudo começa a ser adiado e alterado. Joana muda-se para a casa de Sara e Esperança começa a preparar-se para a tão falada quarentena. Os dias de Esperança são passados em casa, sozinha com o gato Baltazar, até que se ouve música lá fora...                                            |    |                         |                |              |                         |                        |                            |

## Prémios
| Ano  | Prémio                       | Categoria      | Por       | Resultado | Ref.  |
| ---- | ---------------------------- | -------------- | --------- | --------- | ----- |
| 2021 | 25.ª gala dos Globos de Ouro | Melhor Projeto | Esperança | Venceu    | [ 8 ] |